# Муавенет-и Миллие
„Муавенет-и Миллие“ (на турски: Muâvenet-i Millîye) е турски разрушител от клас S-165 (в Турция – клас „Муавенет-и Миллие“), построен специално за флота на Османската империя преди Първата световна война. Известен е с факта, че потопява британския броненосец „Голиат“ по време на военните действия по море при Дарданелската кампания.

## Име
В превод от турски език „муавенет“ означава подкрепа и пълното име на „Муавенет-и Миллие“ може да се преведе като народна подкрепа. То е дадено в чест на Националната асоциация за подкрепа на Османския флот (на турски: Donanma-i Osmânî Muâvenet-i Millîye Cemiyeti) или „Морска асоциация“ (на турски: Donanma Cemiyeti), основана по предложение на търговеца Ягджизаде Шефик бей през юли 1909 г. Асоциацията събира средства от доброволци за финансиране на флота, като от тези събрани средства в Германия е построен кораба. Още три кораба на ВМС на Турция получават по-късно същото име, в памет на разрушителя.

## Бойни действия
Към едноименния клас кораби се отнасят още три разрушителя: „Ядигар-и Миллет“, „Нумуне-и Хамиет“ и „Гайрет-и Ватание“. Всичките четири кораба (в това число и „Муавенет-и Миллие“) по име се отнасят към германския клас миноносци S-165 и получават номера от S-165 до S-168 по време на строителството си. През септември 1910 г. всичките са продадени на Османската империя, като са построени отново кораби със същите бортови номера, които са пуснати на вода през 1911 г.
През 1912 г. командир на кораба е старши лейтенант Аясофяли Ахмед Сафед (Ахмед Сафет Охкай от 1934 г., според Закона за фамилните имена). През първите месеци на Първата световна война корабът участва в мисии в Черно море, откъдето потегля към Чанаккале при започването на Дарданелската кампания.

### Унищожаването на „Голиат“
Броненосецът „Голиат“ е кораб от клас „Канопус“ в състава на британския флот, който участва в десантната операция на нос Хелес на 25 април 1915 година. През нощта на 12 срещу 13 май 1915 г. той се намира заедно с броненосеца „Корнуолис“ и още пет ескадрени разрушителя в залива Морто край нос Хелес, като поема целия удар, който е насочен към френските части. Французите са поискали помощта на броненосците във връзка с нарастващите турски контратаки и ожесточените битки за Керевиздере, и затова всяка нощ двата кораби обстрелват турските позиции. Османските сили изпращат „Муавенет-и Миллие“, за да отвлече вниманието на британците. Немският капитан-лейтенант Рудолф Фирле и още двама офицери провеждат разузнаване на същия ден и решават да извършат торпедна атака на британските кораби.
На 10 май в 13:30 ч. „Муавенет-и Миллие“ пристига в пролива, започвайки подготовка за задачата. На 12 май в 18:40 ч. той влиза в битка, а от 19:00 до 19:30 ч. екипажа пуска морски мини. Десет минути по-късно корабът застава на котва в Согалъдере и остава да чака полунощ. Британците и французите изключват прожекторите си в 23:30 ч. Един час по-късно турският разрушител вдига котва и се отправя към тази част на протока, контролирана от войските на Съюзниците, които не забелязват турците. В 1:00 часа моряците на „Муавенет-и Миллие“ виждат два британски разрушителя и „Голиат“. Британците сигнализират за парола от непознатия кораб в тъмното, в отговор на което турците пускат три торпеда. Първото избухва под мостика, второто попадение води до унищожение на комина, а третото пробива кърмата. От повече от 700 члена на екипажа загиват 570 души, включително и капитана на „Голиат“. Атака се превръща в шок за британците, и след два дни, на 15 май 1915 г., Първият морски лорд Джон Фишър и Първият лорд на адмиралтейството Уинстън Чърчил незабавно нареждат оттеглянето на корабите, смятайки, че по-нататъшните опити за морски десант ще доведат до загуби на флота, които може да се окажат прекалено големи.
Генерал Ян Хамилтън в дневника си отбелязва: „Турците заслужиха медал.“. Капитан Ахмед Сафед, лейтенант Рудолф Фирле, двамата му помощници и 90-те турски моряка са посрещнати като герои в Истанбул, в чест на което на Босфора е включено празничното осветление. Всичките са наградени с ордени и медали, а действията на разрушителя повдигат турския боен дух. Сафед продължава службата си във флота и прави успешна кариера; Фирле след войната пише книга за войната в Балтийско море и продължава службата си на търговски кораб.

### След войната
През октомври 1918 г. „Муавенет-и Миллие“ е изваден от състава на флота, през 1924 г. е окончателно изведен от експлоатация, а през 1953 г. е нарязан на скрап.